# Cahiers de la Méditerranée
Les Cahiers de la Méditerranée sont une revue scientifique à comité de lecture en double aveugle publiée par le Centre de la Méditerranée moderne et contemporaine de l'Université Côte d'Azur.
Cette revue s'intéresse à l'histoire des sociétés méditerranéennes et aux circulations des hommes et des femmes, des idées, des écrits et des biens ou des pratiques entre les deux rives (XVIe – XXIe siècles). Actuellement, elle est dirigée par Jean-Paul Pellegrinetti  et Barbara Meazzi ; Jérémy Guedj a été désigné comme rédacteur en chef depuis juillet 2021.

## Historique
Fondée en 1970 par l'historien André Nouschi et publiée par le Centre de la Méditerranée moderne et contemporaine (CMMC) de l'Université Côte d'Azur, la revue des Cahiers de la Méditerranée, dans une approche résolument comparatiste et attentive aux derniers acquis de la recherche sur les sociétés, étudie dans un temps long les sociétés méditerranéennes et leur inscription dans les territoires.
Disponible sur double support depuis 2001 (papier et électronique), elle édite des numéros thématiques (tout article étant soumis à une double expertise avant son éventuelle publication), est diffusée grâce au système de gestion de contenu libre Lodel et hébergée sur le portail OpenEdition Journals.
Classée par l'Agence d'évaluation de la recherche et de l'enseignement supérieur (liste de juin 2012), elle bénéficie aussi depuis 2014 du soutien de l'Institut des sciences humaines et sociales du Centre national de la recherche scientifique.
La collection, de 1970 à 2000, est en libre accès sur Persee.fr. Le numéro 100, paru en 2020, a été construit autour de dix-huit articles anciens, un florilège reflétant les préoccupations et les domaines couverts par la revue depuis sa création. 

## Thèmes des numéros
- Vol. 58 (1999) : Mémoire et identité de la frontière : étude des migrations de proximité entre les provinces ligures et les Alpes-Maritimes
- Vol. 59 (1999) : Paysages urbains (XVIe – XXe siècles). Tome I
- Vol. 60 (2000) : Paysages urbains (XVIe – XXe siècles). Tome II
- Vol. 61 (2000) : Politique et altérité : La société française face au racisme (XXe siècle)
- Vol. 62 (2001) : L’événement dans l'histoire des Alpes-Maritimes
- Vol. 63 (2001) : Villes et solidarités
- Vol. 64 (2002) : Les enjeux de la métropolisation en Méditerranée
- Vol. 65 (2002) : L'esclavage en Méditerranée à l'époque moderne
- Vol. 66 (2003) : L'autre et l'image de soi
- Vol. 67 (2003) : Du cosmopolitisme en Méditerranée
- Vol. 68 (2004) : Modernité et insularité en Méditerranée
- Vol. 69 (2004) : Être marginal en Méditerranée (XVIe – XXIe siècles)
- Vol. 70 (2005) : Crises, conflits et guerres en Méditerranée (tome 1)
- Vol. 71 (2005) : Crises, conflits et guerres en Méditerranée (tome 2)
- Vol. 72 (2006) : La Franc-maçonnerie en Méditerranée (XVIIIe – XXe siècles)
- Vol. 73 (2006) : Les frontières dans la ville
- Vol. 74 (2007) : Les crises dans les Alpes-Maritimes (XVIe – XXe siècles)
- Vol. 75 (2007) : Islam et éducation au temps des réformes : Systèmes scolaires et enjeux de l’enseignement au Proche-Orient et en Afrique du Nord aux XIXe et XXe siècles
- Vol. 76 (2008) : Migration et religion en France (tome 1)
- Vol. 77 (2008) : La célébration des mythes identitaires / Les Alpes-Maritimes
- Vol. 78 (2009) : Migration et religion en France (tome 2)
- Vol. 79 (2009) : Les Morisques : D'un bord à l'autre de la Méditerranée
- Vol. 80 (2010) : Dynamiques des ports méditerranéens
- Vol. 81 (2010) : La Grande Guerre en Méditerranée
- Vol. 82 (2011) : Penser en exil - Les grandes familles en Méditerranée orientale
- Vol. 83 (2011) : Guerres et guerriers dans l'iconographie et les arts plastiques
- Vol. 84 (2012) : Travailler chez l'Autre en Méditerranée / Les constructions navales en Méditerranée
- Vol. 85 (2012) : Pour une histoire des médias en Méditerranée (XIXe – XXIe siècles)
- Vol. 86 (2013) : Villes et changements de souveraineté en Méditerranée / Mythes de la coexistence interreligieuse : histoire et critique
- Vol. 87 (2013) : Captifs et captivités en Méditerranée à l'époque moderne
- Vol. 88 (2014) : Le rapport au monde de l'Italie de la première guerre mondiale à nos jours
- Vol. 89 (2014) : Recompositions géopolitiques en Méditerranée : un défi pour les Mediterranean Studies
- Vol. 90 (2015) : Democratic Transition / Ardengo Soffici
- Vol. 91 (2015) : Du pacifisme à la culture de la paix / Illustre-moi l'Algérie !
- Vol. 92 (2016) : Élites et familles méditerranéennes influentes en politique, XIXe – XXe siècles / La parfumerie grassoise dans tous ses états[4]
- Vol. 93 (2016) : Les consuls dans tous leurs états : essais et bibliographie (avant 1914)
- Vol. 94 (2017) : Être maire en Méditerranée / Le siècle révolté d'Albert Camus
- Vol. 95 (2017) : La culture fasciste entre latinité et méditerranéité (1880-1940)
- Vol. 96 (2018) : Les parlementaires méditerranéens. France, Espagne, Italie, XIXe – XXe siècles / «  Au chevet de l’Orient épidémique », XVIIIe – XXe siècles. Circulations de savoirs scientifiques, représentations culturelles et enjeux géopolitiques
- Vol. 97/1 (2018) : L'autre front / Il fronte interno. Art, culture et propagande dans les villes italiennes de l'arrière (1915-1918)
- Vol. 97/2 (2018) : Nobles et chevaliers en Europe et en Méditerranée
- Vol. 98 (2019) : De l'intérêt d'être consul en Méditerranée, XVIIe – XXe siècle
- Vol. 99 (2019) : Mobilités républicaines en Méditerranée, XVIIIe – XXe siècles. Itinéraires, modèles et coopérations
- Vol. 100 (2020) : La Méditerranée en partage. 50 ans de recherche
- Vol. 101 (2020) : Mythes des origines et réalités (géo)politiques: La Mostra augustea della romanità (1938-1939)
- Vol. 102 (2021) : Le foncier comme actif du développement
- Vol. 103 (2021) : Écrire la Méditerranée. Perspectives historiographiques
- Vol. 104 (2022) : Noblesses et Ordres militaires. Réseaux, familles, pouvoirs
- Vol. 105 (2022) : De la mosaïque confessionnelle à la disparition des minorités religieuses dans l’Islam méditerranéen (XIXe – XXIe siècles)

- Vol. 106 (2023) : Crises politiques et reconfigurations des fidélités. Les élites de la monarchie hispanique des guerres d’Italie à la guerre de Succession espagnole
- Vol. 107 (2023) : Signification et portée de la marche sur Rome. Europe-Amérique latine
- Vol. 108 (2024) :  Le commerce marseillais au xviiie siècle : retour aux sources /  L’émancipation des femmes en Italie dans les discours et la littérature (1848-1935)
- Vol. 109 (2024) : La France libre en Méditerranée (1940-1945)